# Matěj Rejsek
Matěj Rejsek (patrně r. 1450, 1445, 1449 (?), Prostějov – 1. července 1506, Kutná Hora) (také Matyáš Rejsek podle signatury "Matthias Raysek de Prostieyov Baccalareus Pragensis".) byl český stavitel, sochař, kameník, člen kamenického cechu, původně absolvent univerzitního studia artistické fakulty, bakalář a správce (rektor) Týnské školy na Starém Městě pražském.
Patří mezi významné umělce jagellonské gotiky v Čechách, a to zejména či výhradně v Praze, Rakovníku a Kutné Hoře. Rejskovo dílo se řadí po bok dvou slavných katedrálních architektů, Francouze Matyáše z Arrasu a Němce Petra Parléře, i současníků, (původem německých) architektů Hanse Spiesse a Benedikta Rejta, kteří vytvořili novou podobu Pražského hradu.
Rejskův původ zatím není vyřešen, pravděpodobněji pochází z obce Prostějov u Chrudimi než z moravského města Prostějova. Na jeho původ nelze poukazovat tak nacionalisticky, jako to činila topografická literatura po roce 1918 (převážně cestovní průvodce Prahou).

## Životopis
Matěj Rejsek se narodil přibližně kolem roku 1445 v Prostějově. Přesnější datum a ani rok jeho narození nejsou doloženy, uvádí se také rok 1450 či 1449. Rodištěm mohlo být moravské město Prostějov nebo východočeská vesnice Prostějov u Chrudimi.
Roku 1469 ukončil studium svobodných umění na artistické fakultě pražské univerzity jako bakalář pod jménem „Mattheus ex Prostiegow“. Od roku 1470 působil jako správce, rektor Týnské školy na Starém Městě pražském. Nebyl vyučený kameník, a proto si od roku 1478 doplňoval učební obor a dvouletou praxi
jako člen staroměstského kamenického cechu. Není vyloučeno, že nějakou průpravu měl z domova, například že pocházel z kamenické rodiny, protože povinná výuční doba kameníků byla šestiletá a konkurence poměrně vysoká.

## Dílo
Svou profesní dráhu Rejsek spojil především s kamenickým řemeslem a stavitelstvím. V jeho díle se nejvíce oceňuje invenční přístup, dekorativnost a čistý kamenický „parléřovský“ či haptický výraz. Z jeho staveb je to především chrám sv. Barbory v Kutné Hoře, kde jako tvůrčí architekt rovnocenně navázal na Parléřovu huť, která práce nedokončila vlivem husitských válek (roku 1419).
První Rejskovou uměleckou prací byl mramorový náhrobek biskupa Jednoty bratrské Jana Rokycany. Jeho sochařskou či kamenickou kvalitu nelze posoudit, protože se nedochoval. Byl umístěn v lodi Týnského chrámu v Praze. Provedl jej kolem roku 1470, kdy se stal také rektorem zdejší farní školy.

### Prašná brána 1477–1483

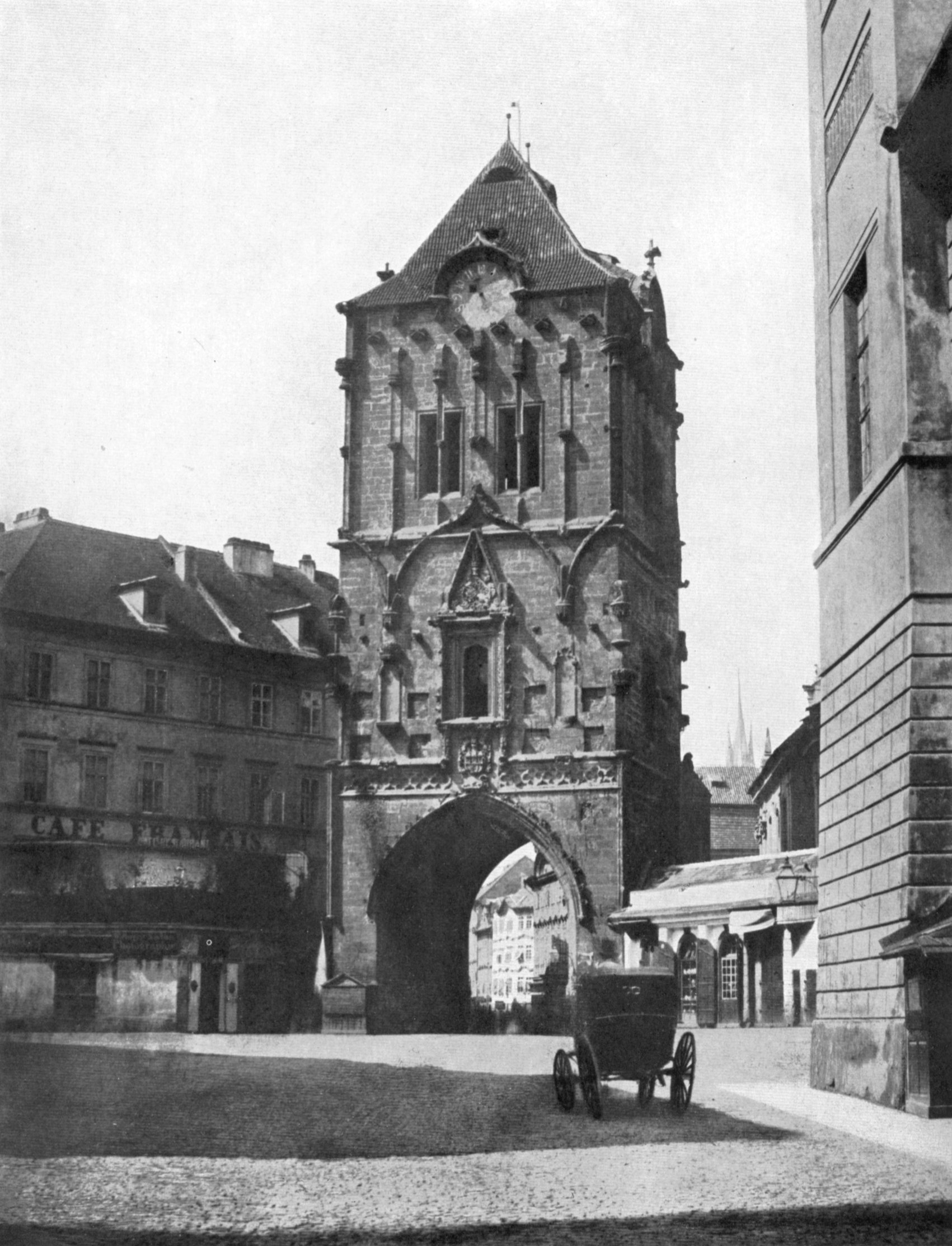
Prašná brána v roce 1856 (před regotizujícími úpravami)

Prašná brána je první známou Rejskovou stavbou. V r. 1475 bylo rozhodnuto o stavbě další vstupní brány pražského opevnění, která měla zajišťovat výpadovku přes Poříč a Vysočany k Hloubětínu, ale také reprezentační vstup do hlavního města Českého království. Základní kámen položil král Vladislav Jagellonský, který tehdy bydlel jako poslední český král v Králově dvoře při Celetné ulici. V roce 1475 pražští staroměstští radní(konšelé) povolali jako hlavního stavitele Mistra Václava ze Žlutic. Jeho sochařské schopnosti figurální a dekorativní práce byly tak nízké, že musel být přizván ještě Matěj Rejsek Svěřili mu dekorativní výzdobu průčelí Nové věže (nyní Prašná brána). Původně měl tesat „květy“ a „obrazy“, které hlavní mistr Václav nedokázal. Rejsek v roce 1478 stavbu kompletně převzal poté, co ostře vystoupil proti mistru Václavovi a přesvědčil konšely, aby mu vedení stavby svěřili. Stavba ovšem byla v rané fázi, Rejsek musel kromě výzdoby fasád prokázat schopnost projektovat konstrukci. Rejsek navrhl dobově typické pozdně gotické hvězdové klenby, dnes známé pouze v kopiích Josefa Mockera, provedených podle Rejskova projektu. Rejsek se věnoval studiu stavebních konstrukcí a obecných principů architektury. O jeho zaujetí svědčí dobové archivní zprávy, ale i dochovaná konstrukce věže, kleneb, schodišť a nákresy dalších částí stavby kupř. dlátkové střechy.
O kvalitě jeho technického kreslení napovídá i jeho příjmení, které je odvozeno od českých slov „rys a rýsovat“. V křižovnickém rukopisu Starých letopisů českých se dočteme: „A přezděli mu Raysek, že uměl pěkně raysovati.“ Ze stejného pramene se dále dovídáme, že: „neučil se řemeslu tomu kamenickému nikdy od žádného“ a důvod, proč mu byla stavba Nové věže svěřena, byl: „neb jest byl k tomu dílu velmi vtipný a myslivý“.
Tato Nová věž byla kromě jiného také významnou součástí fortifikačního systému Starého Města, vedla tudy jedna z hlavních zemských cest, která pojila Prahu s Kutnou Horou, jež byla vzhledem ke svému stříbru strategickým místem (pokladnicí) celého království. O významu lokality svědčí i fakt, že český král Václav IV. kolem roku 1383 přenesl své sídlo ze špatně přístupného Hradu na vrchu Opyš do míst dnešní Prašné brány. Václavovou novou rezidenci se stal tzv. Králův dvůr a nechal jej postavit na místě dnešního Obecního domu (ten později navázal na Králův dvůr jako na důležité politické a společenské centrum města a země, kupř. vyhlášením samostatnosti státu v roce 1918, prvními zákony atd.). V tomto Královském dvoře žil od roku 1454 (po 17 let) jako zemský správce později i jako český král Jiří z Poděbrad.
Matěj Rejsek po dvou letech spolupráce na stavbě věže převzal zcela vedení její výstavby. Stavební činnost a práce na výzdobě ale byly zastaveny poté, co král Vladislav Jagellonský přesídlil ze Starého Města zpět na Pražský hrad (okolo roku 1483). Na Opyši poté započal s přestavbou Pražského hradu a tím vstupuje do historie české architektury jeho Jagellonská gotika. V důsledku tohoto Jagellonského rozhodnutí konšelé Starého Města pražského po přestěhování krále na hrad o stavbu věže ztratili postupně zájem. Další důvody byly i finanční problémy.
Stavební práce byly ukončeny v roce 1483. Pracovní činnost na věži byla obnovena až o více než století později v roce 1592. V době života Matěje Rejska byla dokončena stavba pod ochoz a opatřena bohatou plastickou výzdobou. Později byla provizorně zastřešena a neměla žádný účel až později sloužila jako skladiště střelného prachu. Později se jí začalo tedy říkat Prašná.

### Výzdoba brány v dalším období 1483–1886

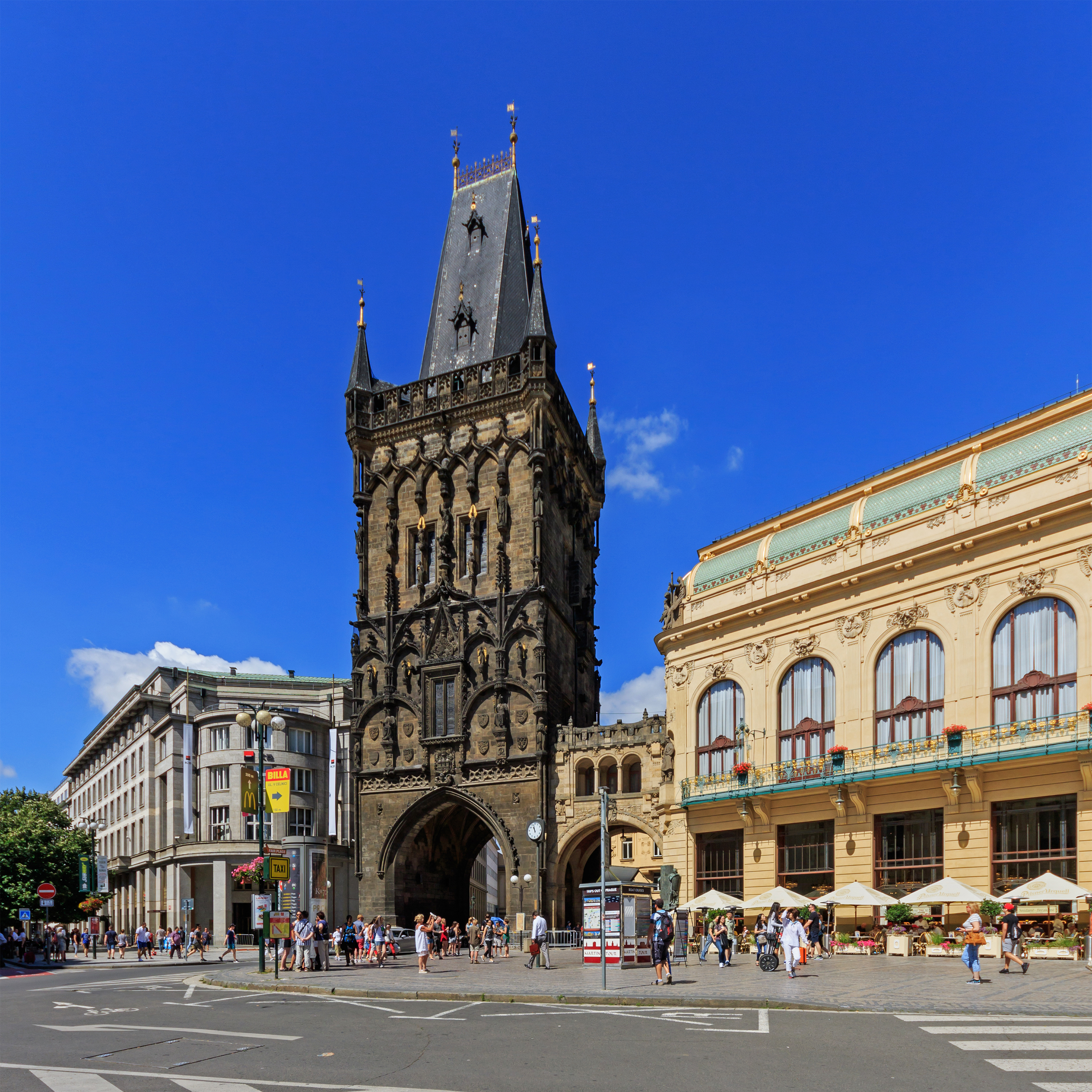

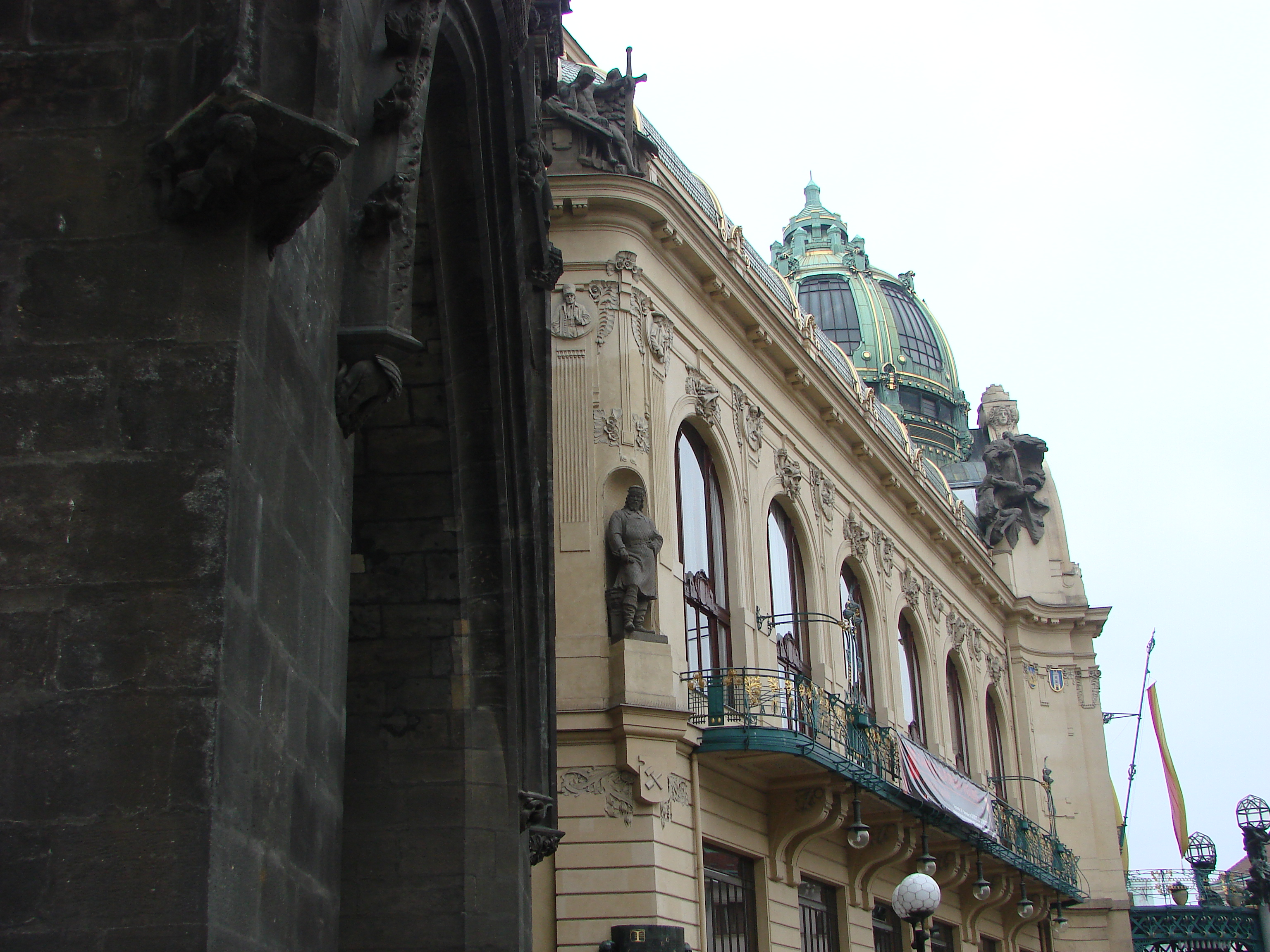
Obecní dům se sochou Matěje Rejska

Rejskova dekorace věže je dodnes v literatuře označena jako neobvyklá, především svým provedením. Původně měl sekat „květy“ a „obrazy“. Při pruském obléhání Prahy roku 1757 pův. Rejskova výzdoba značně utrpěla a roku 1799 byla sejmuta. Některé články a hlavičky se dochovaly v Lapidáriu Národního muzea. Výzdoba brány z pseudogotické puristické úpravy v letech 1878–1886, kterou vedl architekt Josef Mocker, je mnohem bohatší. Za předlohu sloužila mj. Staroměstská mostecká věž. Purista Mocker navrhl plastickou výzdobu brány, která doplnila zbytky původní Rejskovy výzdoby o sochy českých panovníků, různých světců, stejně jako fantaskní bytosti konzol, přípor a chrličů. V této návrhářské oblasti se Mocker projevil jako velmi talentovaný a předčil Rejskovy těžkopádné formy. Také Rejskův autoportrét bustu nad obloukem průčelí přetesal Mocker (je viditelná ze strany od Celetné ulice). Stavba je opatřena Rejskovou signaturou: Raysek de Prostieyov Baccalareus Pragensis 1477.
K bráně byl později přistavěn reprezentační a společenský prostor Obecní dům (stavba vznikla v letech 1905 až 1912 podle návrhu architektů Antonína Balšánka a Osvalda Polívky) a stojí na místě, kde stávala původně rezidence českých králů (Královský dvůr). V Obecním domě byla 28. října 1918 vyhlášena svrchovanost Československa a sídlil zde i první parlament. Po dokončení stavby roku 1910 byla do nárožní niky Obecního domu umístěna socha Matěje Rejska od soudobého sochaře Čeňka Vosmíka. Ve věži bývala stálá expozice s názvem Králův dvůr a ve 3. patře historie Prašné brány. Pražská informační služba, pod jejíž správu věž po desetiletí patří, nakonec dala všechna torza originálů plastik i sádrové odlitky odvézt do mimopražského depozitáře

### Matěj Rejsek a Kutná Hora 1489–1506
Po zastavení prací na Nové věži na Starém Městě byl Matyáš Rejsek doporučen do Kutné Hory, kde měl pokračovat v dostavbě katedrály sv. Barbory. Její stavbu započal již roku 1388 pravděpodobně Jan Parléř a stavba pokračovala i po jeho smrti pod vedením dalšího mistra Parléřovy huti a až do svého zániku na poč. 15. století, kdy vlivem husitských nepokojů zanikla (přesně kolem roku 1419, i když poslední Mistr huti Petrlík je zmiňován ještě ve 30. a 40. letech, ten také patřil k Parléřově rodině). Stavba chrámu sv. Barbory pokračovala i po zániku Parléřovy huti, ale až po skončení husitské revoluce a dílo bylo svěřeno místnímu kameníkovi Hanušovi, ten postupoval podle parléřovských projektů, přesně v intencích dřívějších mistrů. Přesněji 1482 rozhodl panovník Vladislav II. Jagellonský, který programově navazoval na dědictví Karla IV. a Kutnou Horu velmi štědře podporoval o dostavbě chrámu. V té době se díky lepší technice opět zvýšil výnos dolů a dosáhl v tomto období svého vrcholu, což mělo také patrně vliv na zvýšení stavební a umělecké činnosti.
V roce 1489 došlo k výměně mistra a od roku 1489 až do své smrti roku 1506 pracoval na dostavbě chrámu sv. Barbory Matěj Rejsek a jeho huť. Ve stejném roce Rejskova příchodu, tedy roku 1489 zde Martin z Tišnova vytiskl bohatě ilustrovanou Bibli kutnohorskou. Matěj Rejsek dosáhl oficiálního kamenického vzdělání tím, že vstoupil kolem roku 1478 do pražského kamenického cechu, kde absolvoval dvouletou praxi. V roce 1483 byl prohlášen měšťanem Starého Města pražského. Pro kutnohorské kameníky to však bylo málo a Matěj Rejsek byl po svém zvolení k dokončení stavby chrámu kameníky osočen, že nemá řádné kamenické vzdělání. Dodnes existuje protestní list, který sepsali kutnohorští kameníci vedení mistrem Blažkem, kde vyjadřují svoje pochybnosti o řemeslném vzdělání budoucího mistra Matěje Rejska. O posouzení celého sporu byl požádán Benedikt Rejt, který vedl kamenický cech na Pražském hradě. Ten Rejska neuznal za persona non grata jak si přáli kameníci, ale zaujal smířlivý postoj. Tak byl Rejsek coby vedoucí prací na chrámu sv. Barbory v Kutné Hoře neodvolatelný.

#### Chrám sv. Barbory

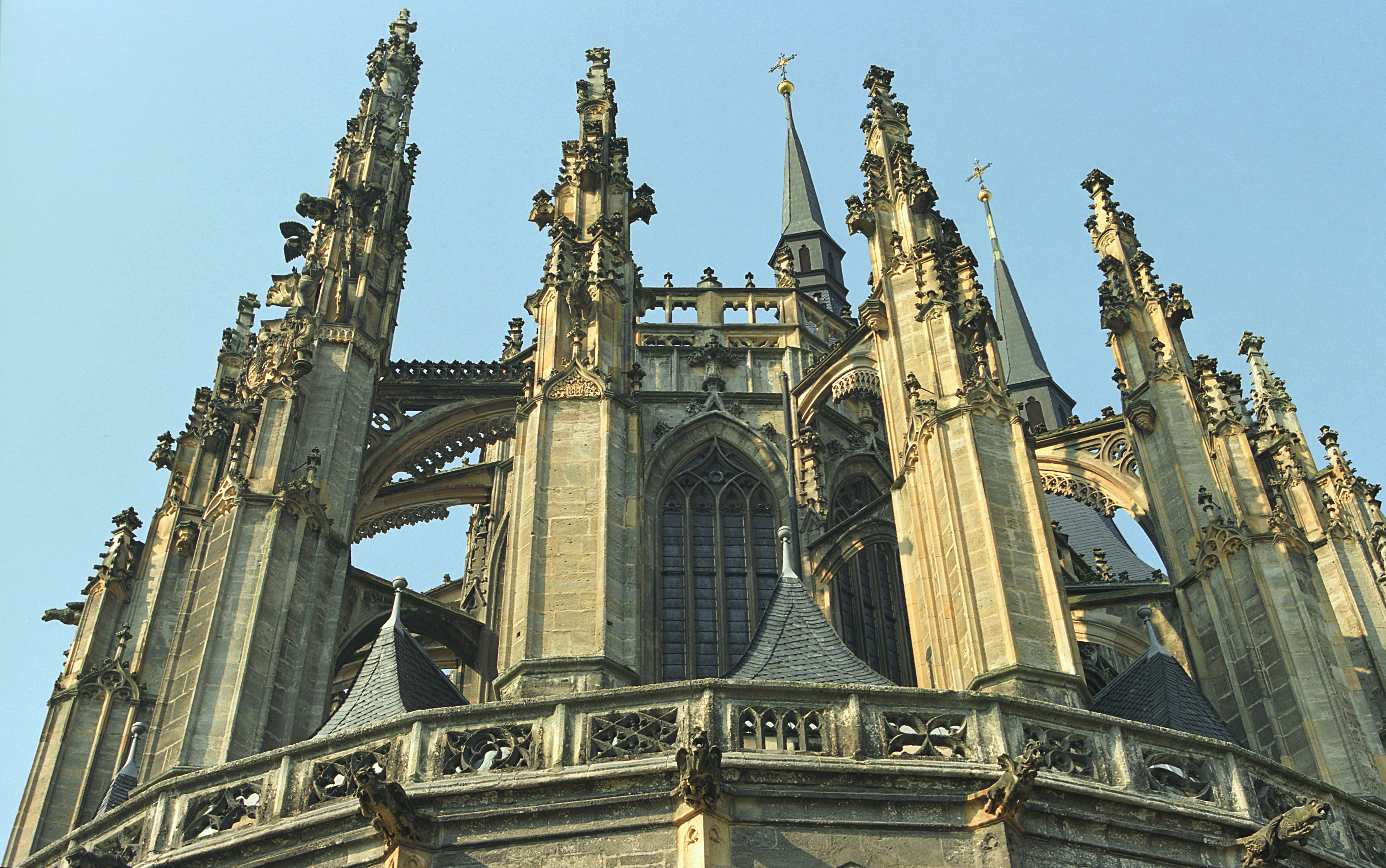

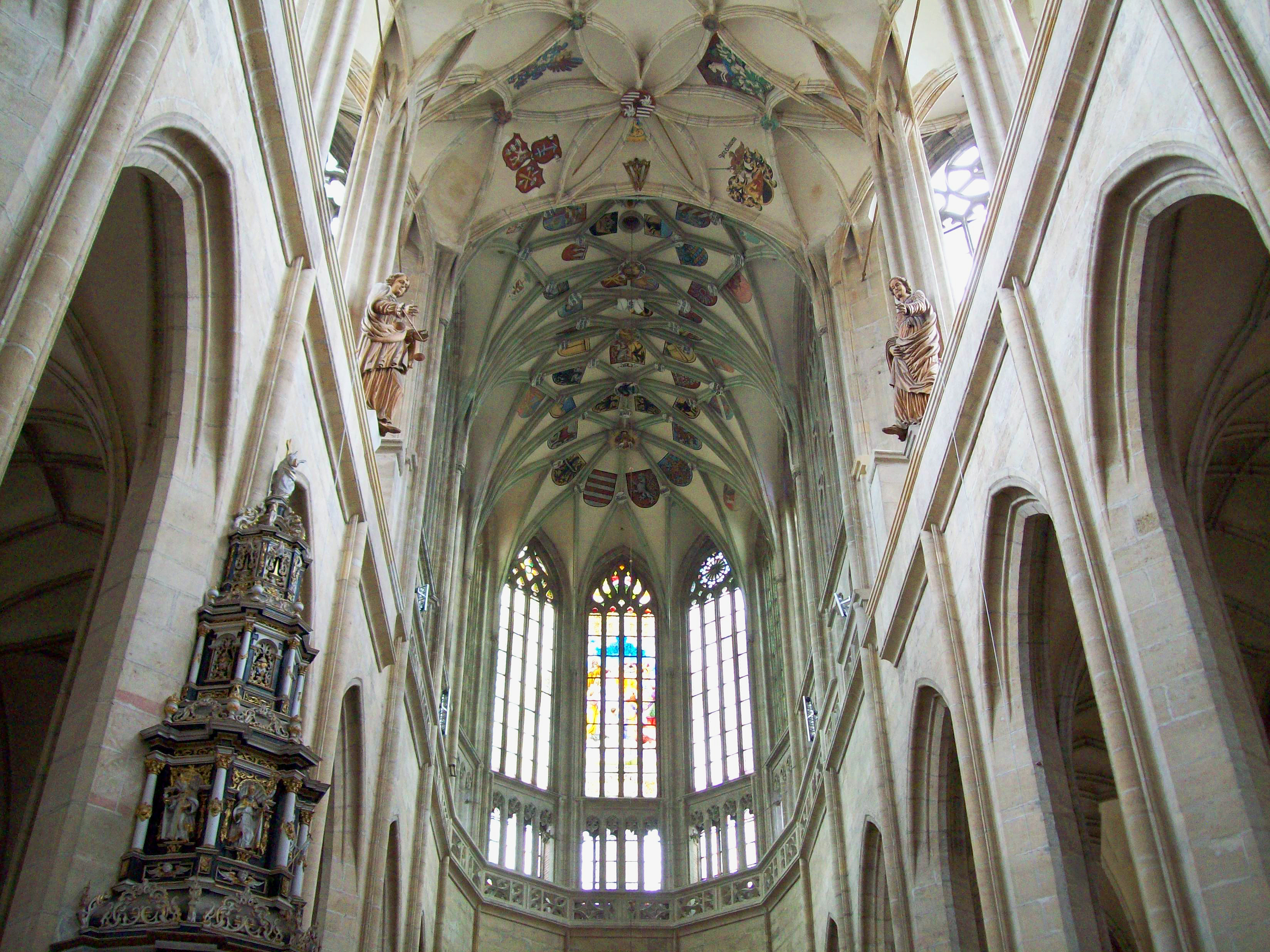

Stavbu převzal Rejsek hluboko za jagellonské vlády, po období, kdy ji vedl mistr Hanuš, který vystavěl v letech 1482 a 1489 založil klenbu vysokého chóru a osm pilířů mezi poli triforia. Realizoval osazení nadpraží průchodů s figurálními reliéfy a dokončil vnější okenní stěny. Mistr Hanuš v exteriéru stavby realizoval základy opěrných pilířů s oblouky z lícového zdiva, které se rozepínaly těsně nad klenbami ochozu. Hanuš navázal pravděpodobně dochovanými plány Parléřovy huti na přízemí chrámu, jež bylo realizováno Parléřovou hutí v době předhusitské. Stavby se účastnil další mistr Briccius Gauske.
Po Hanušově smrti roku 1489 nastupuje ke stavbě Matyáš Rejsek. Řada architektonických prvků chrámu je už založena a rozestavěna, což klade vždy vysoké nároky na technickou zručnosti i invenci a talent architekta. Na stavbě chrámu musel Rejsek řešit několik problémů, především konstrukci stavby, skelet katedrály, který byl dán realizacemi parléřovské huti už ve 14. století a jiné dispozice a profilace dané jeho předchůdci z dřívějška. Rejsek se rozhodl dekorativními články konstrukční skelet rozčlenit a celkově ho zjemnit. Stavba je proto unikátní nejen na území českých zemí, ale i v celoevropském měřítku své doby. Rejsek nezapřel silnou inspiraci opyšskou Svatovítskou katedrálou na Pražském hradě, ale i přesto v Kutné Hoře stvořil výjimečné architektonické dílo: chór s opěrným systémem a třemi ojediněle řešenými prvky: je to osový pilíř, zalomená okenní stěna a klenba chóru, ten se může plně zapsat do dějin evropské katedrální architektury jako významná stavba pozdní gotiky. Nejvýznamnějším prvkem je tedy chór (klenba chóru), v němž provedl triforium (horní část), bylo již dříve započato, ale on je dokončil na severní a jižní straně a v celém rozsahu chóru do nich postavil sloupky, doplnil okenní stěny a na horizontální interiérovou římsu instaloval kružbové zábradlí. Poté realizoval okenní stěnu chóru a vnější opěrný systém. Tyto práce probíhaly současně. Okenní stěna (či někdy uváděno jako zóna bazilikálních oken) byla dokončena dříve než opěrný systém. (Dačický uvádí v Pamětech Mikuláše Dačického z Heslova rok 1493). Poté se dokončil skelet stavby a kompletní část vnějšího opěrného systému, 1499 byla dokončena bohatě utvářená síťová žebrová klenba, v roce 1501 malovaná znakové galerie na klenbě a v roce 1504 zaskleno první okno.
Po smrti Rejska se dále na chrámu pracovalo. Jeho pokračovatelem se stal Benedikt Rejt, který se stavby ujal v roce 1512.
Stavební zásahy Matyáše Rejska v chrámu jsou charakteristické také uplatněním velkého množství velmi bohatě zdobeného pozdněgotického dekoru. Většina jeho prací má ušlechtilý čistý kamenný výraz, který vycházel z parléřovské tradice. Vysoká úroveň jeho řemesla v kamenickém detailu jej řadí mimo jiné i mezi skvělé dekoratéry své doby. Svatobarborský chrám byl pro Matěje Rejska velmi těžký úkol, se kterým se utkal během své kariéry vůbec poprvé. Stavba měla katedrální půdorys (tzn. vícelodní typ půdorys, chórový ochoz s typickým věncem kaplí, příčnou loď, triforium a vnější opěrný systém) To vše již z části zrealizováno jeho předchůdci, místy jen založeno, na jiných místech téměř dokončeno. Matěj Rejsek po namáhavém úkolu zemřel 1. července 1506 v Kutné Hoře. Je pohřben v chrámu Sv. Barbory tamtéž. Typickým Rejskovým projevem jsou groteskní plastiky na vnější straně chrámu.

## Význam díla a realizované stavby

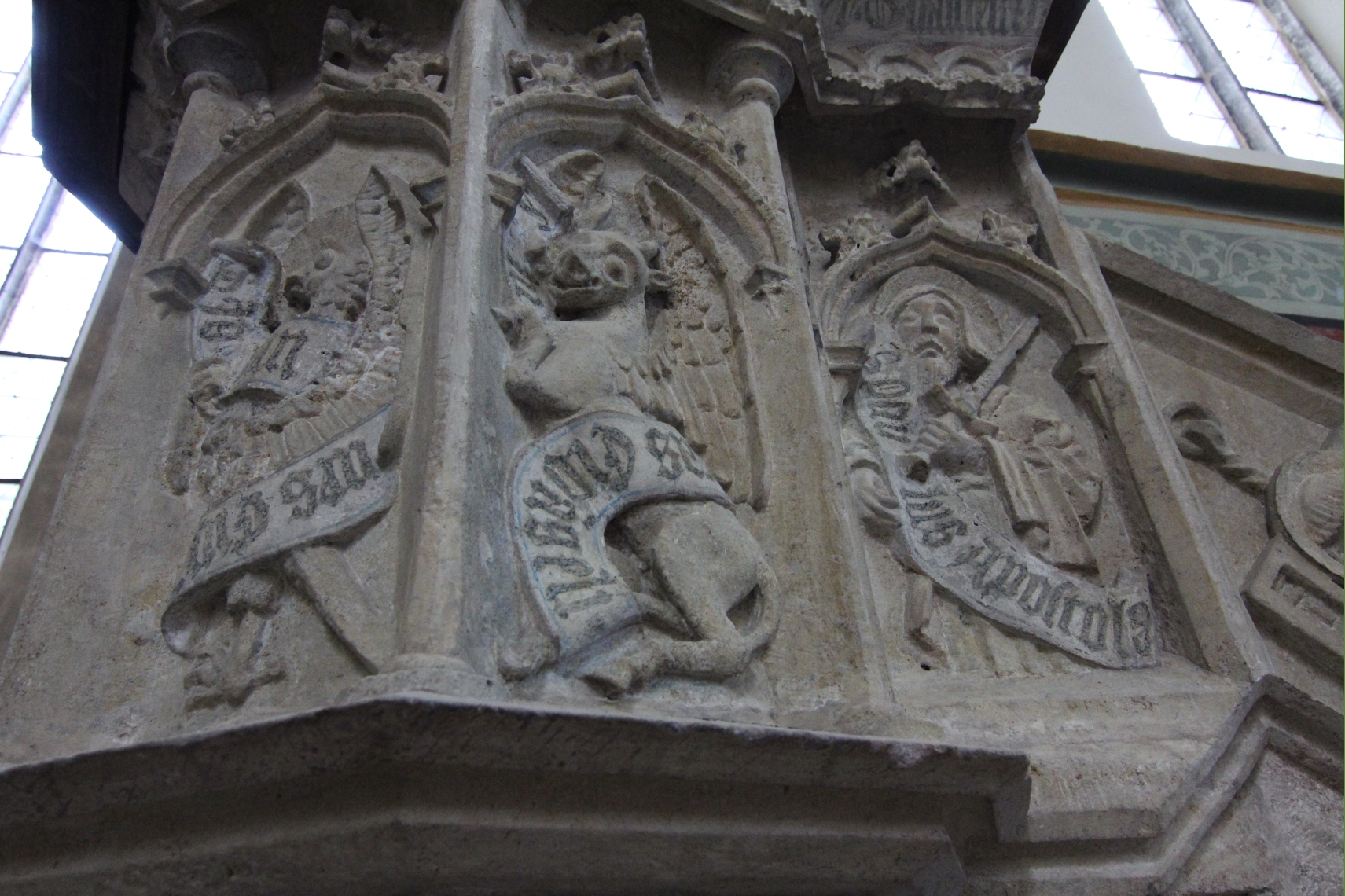
Kazatelna v Kaňku – detail

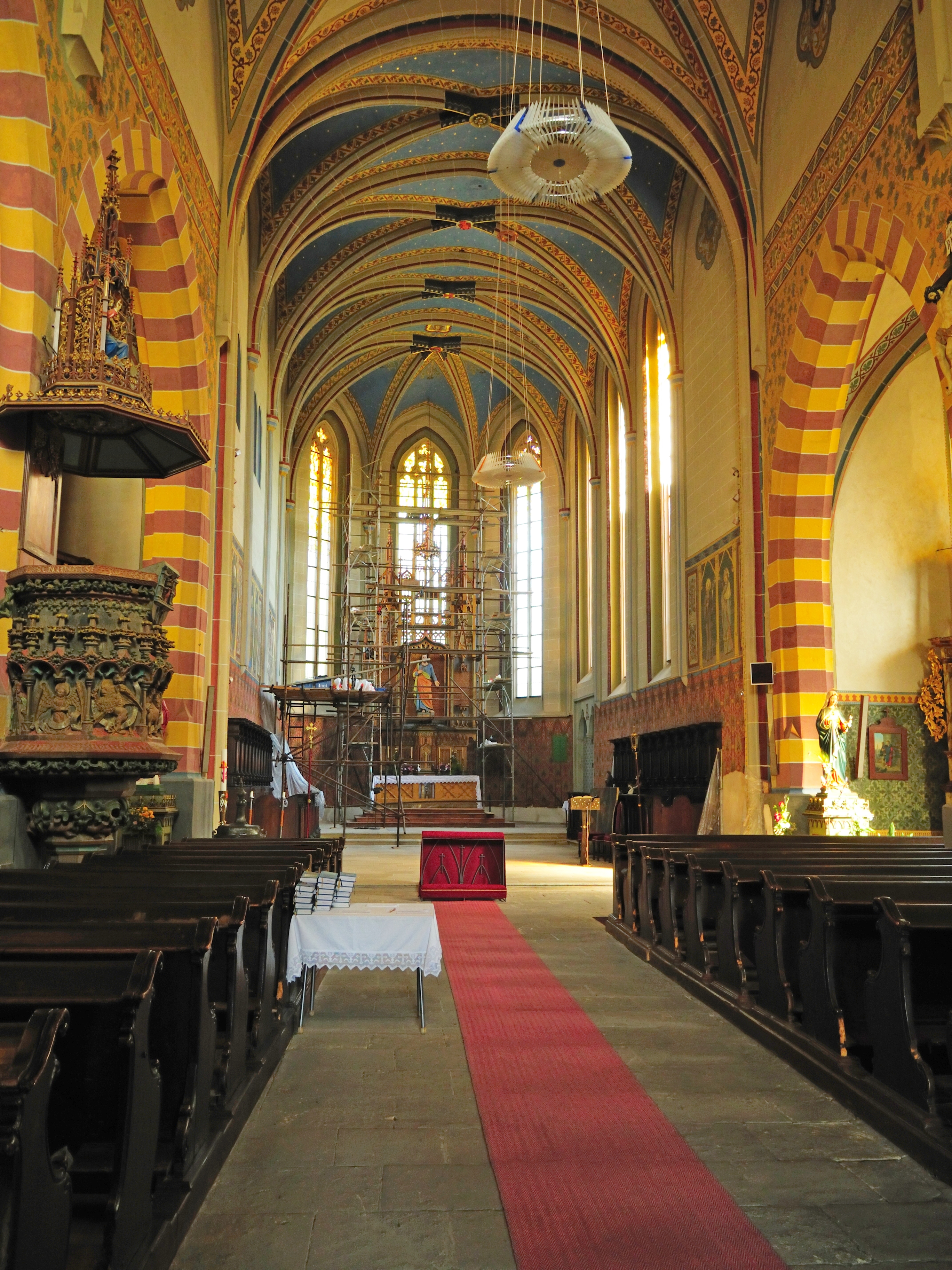
Rakovník – hlavní loď s kazatelnou

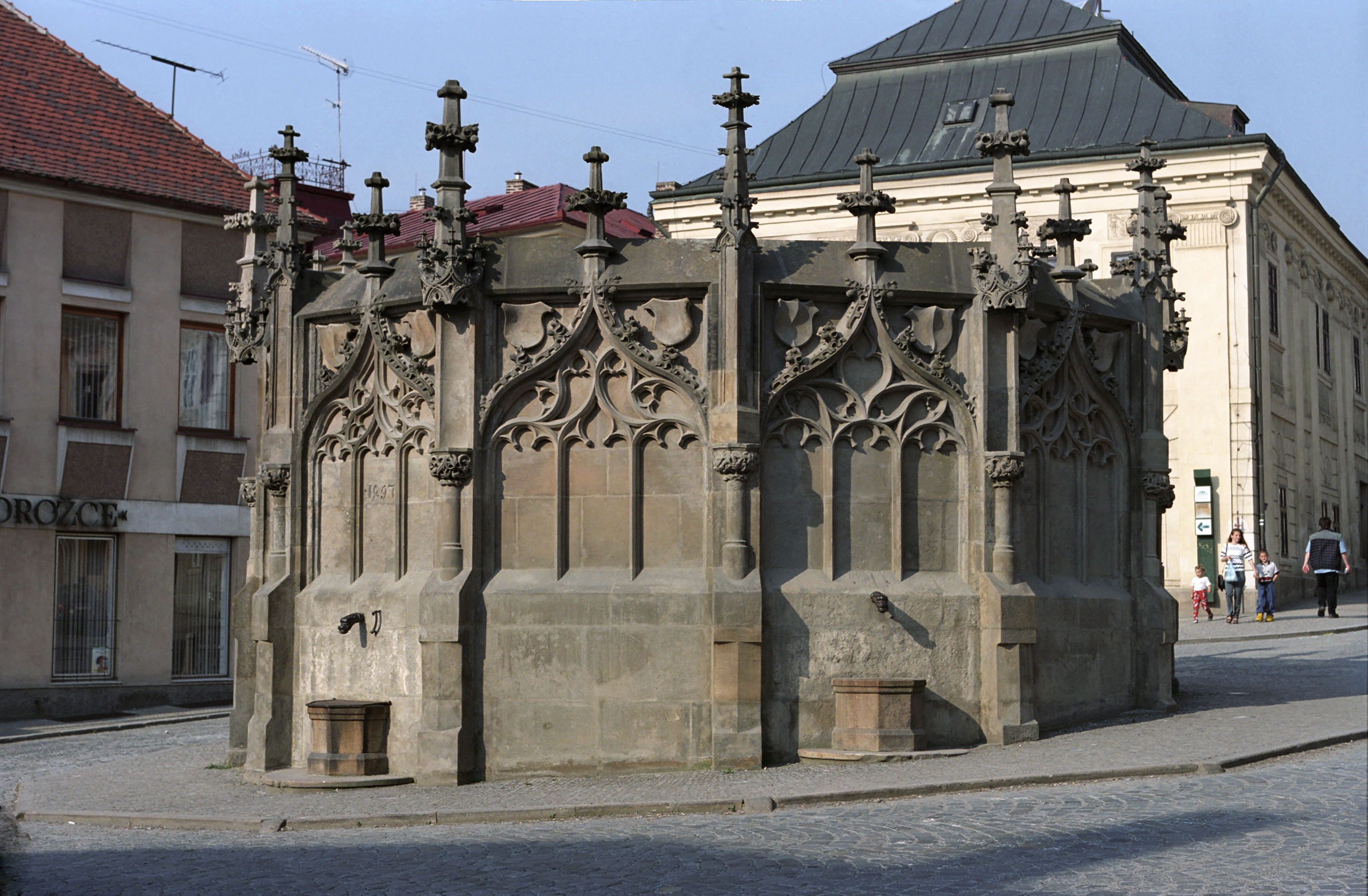
Kutná Hora – Kamenná kašna

Jeho činnost spadá do let 1476 až 1506. jeho hlavní působení je zejména v Praze a v Kutné Hoře. Stylově navazoval na parléřovské architektonické a sochařské podněty. Před příchodem Benedikta Rejta a Hanse Spiesse představoval Rejsek nejvýznamnějšího tvůrce působícího v pohusitských Čechách. Pozoruhodný je rozsah jeho prací a důraz na vlastní vzdělávání. Matěj Rejsek získával zkušenosti jako architekt a kameník již před vstupem do staroměstského kamenického cechu, kde se školil pouze dva roky. Předtím studoval jako samouk základy a principy kamenictví, architektury a stavební konstrukce gotické architektury. Nejbohatším pramenem vzdělání byla pro Rejska patrně katedrála sv. Víta v Praze a další stavby Petra Parléře a jeho huti, také kupř. Staroměstská mostecká věž. Svatovítská katedrála zánikem Parléřovy huti (1419) tedy de facto od počátku husitských válek zůstala rozestavěná a pracovalo se pomalým tempem pouze na jižní věži. Na katedrále Rejsek studoval konstrukční principy svých předchůdců (Petr Parléř, Matyáš z Arrasu) a byla to pro jeho kariéru nejvlivnější sakrální stavba. Pravděpodobně studoval i jiné stavby, nejspíše to byly kostely v Praze a okolí, které byly v jeho době teprve rozpracovány, rozestavěny, či se dokončovaly. Právě různé fáze realizace těchto budov byly pro Rejska vhodnými objekty k jeho studijním účelům. Nevylučují se ani vlivy z jiných zemí (Německo či Rakousko). Rejsek mohl navštívit větší kamenickou huť v okolních městech jako byla Vídeň s chrámem sv. Štěpána či Řezno. Rejskovy práce poprvé zpracovali Ivan Šperling (Prašná brána), Kutnohorské především Aleš Pospíšil a Michal Patrný z Národního památkového ústavu, Jiří Kott, Petr Macek a naposledy souborně s katalogem Michaela Ottová v roce 2012.
Celé Rejskovo dílo prostupuje zkušenost ze studia, pozorování a znalost principů parléřovských staveb.
- Prašná brána v Praze (základní kámen položen roku 1476), sochy a dekorace z pískovce
- horní část triforia, ochoz a klenba chóru chrámu svaté Barbory v Kutné Hoře (1489–1506)
- baldachýn pro nedochovaný náhrobek utrakvistického biskupa Luciana Mirandoly v pražském kostele Panny Marie před Týnem (1493)
- kazatelna v kostele sv. Vavřince v Kaňku u Kutné Hory
- kazatelna v kostele sv. Bartoloměje v Rakovníku (1504).
- několik domů v Kutné Hoře a Praze, především přestavba a výzdoba, například na Starém Městě v Praze dům U zlatého anděla v Celetné ulici a dům U zlatého jednorožce na Staroměstském náměstí.
- socha mytického rytíře Bruncvíka alias Rolanda, ochránce práv staroměstských měšťanů, vztyčená roku 1503 na pilíři na poprsní malostranského pilíře Karlova mostu na Kampě. Původní figura Bruncvíka byla na konci třicetileté války roku 1648 dělostřelbou uražena od pasu výše. Na jejím místě byla roku 1883 zhotovena její volná rekonstrukce od Ludvíka Šimka. Torzo spodní poloviny Bruncvíkovy figury se znakovým štítem a lvem olizujícím srnku spočívá na čtyřbokém pilíři se čtyřmi figurálními reliéfy ochránců staroměstských práv. Tento originál je od roku 1910 vystaven v Lapidáriu Národního muzea na Výstavišti v Praze 7 – Bubenči.
- konstrukce stavení a sochařská výzdoba (znakové štíty, sloupky s vimperky a další) Kamenné kašny v Kutné Hoře